# Железники
Железники (словен. Železniki) је градић и управно средиште истоимене општине Железники, која припада Горењској регији у Републици Словенији.
По попису становништва из 2011. године, насеље Железники имало је 3.075 становника.